# Alejandro Cárdenas
Pour les articles homonymes, voir Cárdenas.
Manuel Alejandro Cárdenas Robles (né le 4 octobre 1974 à Hermosillo) est un athlète mexicain, spécialiste du 400 m.

## Carrière sportive
En 1992, à 17 ans seulement, il participe aux Jeux olympiques de Barcelone en tant que membre du relais 4 × 100 m dont il vient de battre le record mexicain en 39 s 32 à Mexico le 21 juin (Genaro Rojas, Eduardo Nava, Herman Adam, Alejandro Cárdenas). Il décide peu de temps après de se spécialiser sur le décathlon.
Trois ans plus tard, il obtient deux médailles de bronze aux Jeux panaméricains, l'une en décathlon et l'autre avec le relais 4×100 m.
L'année suivante, il commence à se consacrer au 400 m uniquement et participe sur cette épreuve aux Jeux olympiques d'Atlanta où il atteint le stade des demi-finales avec un temps de 45 s 33.
En 1998, il concourt aux Jeux des Caraïbes et d'Amérique centrale, où il obtient une nouvelle médaille de bronze sur 400 m.
Un an plus tard, il finit troisième aux Championnats du monde d'athlétisme en salle à Maebashi. Quelques mois plus tard, en août, il obtient une honorable troisième place aux Championnats du monde de Séville derrière l'Américain Michael Johnson et le Brésilien Sanderlei Claro Parrela, tout en établissant un record personnel en 44 s 31.
Peu de temps après, il participe à ses derniers Jeux panaméricains et termine troisième sur 400 m.
Pour ses troisièmes Jeux olympiques, à Sydney en 2000, il atteint le stade des demi-finales.
Quatre ans plus tard, à Athènes, il ne dépasse pas non plus les demi-finales.
L'année d'après, aux Championnats du monde d'Helsinki, il ne réussit pas à se qualifier pour les demi-finales et est éliminé dès le premier tour.
Il détient également le record national du décathlon, obtenu les 10 et 11 mai 1996 lors des Championnats ibéro-américains à Medellín, en 7 614 points.

## Palmarès
| Date | Compétition                                      | Lieu          | Résultat | Épreuve   | Performance   |
| ---- | ------------------------------------------------ | ------------- | -------- | --------- | ------------- |
| 1992 | Jeux olympiques                                  | Barcelone     | DQ       | 4 × 100 m | -             |
| 1992 | Championnats du monde juniors                    | Séoul         | ¼ finale | 100 m     | 10 s 83       |
| 1992 | Championnats du monde juniors                    | Séoul         | Séries   | 200 m     | 21 s 88       |
| 1992 | Championnats du monde juniors                    | Séoul         | Séries   | 4 × 100 m | 42 s 12       |
| 1992 | Championnats du monde juniors                    | Séoul         | Séries   | 4 × 400 m | 3 min 19 s 47 |
| 1993 | Championnats du monde                            | Stuttgart     | Séries   | 4 × 100 m | 39 s 79       |
| 1994 | Championnats ibéro-américains                    | Mar del Plata | 2e       | 4 × 400 m | 3 min 7 s 75  |
| 1995 | Jeux panaméricains                               | Mar del Plata | 3e       | 4 × 100 m | 39 s 77       |
| 1995 | Jeux panaméricains                               | Mar del Plata | 3e       | Décathlon | 7 387 pts     |
| 1995 | Championnats du monde                            | Göteborg      | Séries   | 4 × 100 m | 39 s 66       |
| 1995 | Championnats du monde                            | Göteborg      | ½ finale | 4 × 400 m | 3 min 7 s 22  |
| 1996 | Championnats ibéro-américains                    | Medellín      | 1er      | 4 × 100 m | 39 s 60       |
| 1996 | Championnats ibéro-américains                    | Medellín      | 2e       | Décathlon | 7 614 pts     |
| 1996 | Jeux olympiques                                  | Atlanta       | ¼ finale | 400 m     | 45 s 33       |
| 1997 | Championnats du monde en salle                   | Paris         | ½ finale | 400 m     | 46 s 50       |
| 1997 | Championnats du monde en salle                   | Paris         | Séries   | 4 × 400 m | 3 min 11 s 41 |
| 1997 | Championnats du monde                            | Athènes       | ¼ finale | 400 m     | 46 s 63       |
| 1998 | Championnats ibéro-américains                    | Lisbonne      | 1er      | 400 m     | 45 s 04       |
| 1998 | Championnats ibéro-américains                    | Lisbonne      | 1er      | 4 × 400 m | 3 min 6 s 12  |
| 1998 | Jeux d'Amérique centrale et des Caraïbes         | Maracaibo     | 3e       | 400 m     | 45 s 22       |
| 1999 | Championnats du monde en salle                   | Maebashi      | 3e       | 400 m     | 46 s 02       |
| 1999 | Jeux panaméricains                               | Winnipeg      | 3e       | 400 m     | 44 s 92       |
| 1999 | Championnats du monde                            | Séville       | 3e       | 400 m     | 44 s 31       |
| 2000 | Jeux olympiques                                  | Sydney        | ¼ finale | 400 m     | 45 s 66       |
| 2001 | Championnats d'Amérique centrale et des Caraïbes | Guatemala     | 3e       | 400 m     | 45 s 85       |
| 2001 | Championnats d'Amérique centrale et des Caraïbes | Guatemala     | 2e       | 4 × 400 m | 3 min 3 s 29  |
| 2001 | Championnats du monde                            | Edmonton      | Séries   | 4 × 400 m | 3 min 3 s 19  |
| 2004 | Championnats ibéro-américains                    | Huelva        | 3e       | 400 m     | 45 s 22       |
| 2004 | Jeux olympiques                                  | Athènes       | ½ finale | 400 m     | 45 s 64       |
| 2005 | Championnats du monde                            | Helsinki      | Séries   | 400 m     | 46 s 73       |

## Records
| Épreuves          | Épreuves  | Performance       | Lieu     | Date           |
| ----------------- | --------- | ----------------- | -------- | -------------- |
| 100 m             | Plein air | 10 s 78           | Xalapa   | 14 mai 2005    |
| 200 m             | Plein air | 20 s 63           | Mexico   | 23 mai 1998    |
| Saut en longueur  | Plein air | 7,72 m            | Medellín | 10 mai 1996    |
| Lancer du poids   | Plein air | 12,55 m           | Medellín | 10 mai 1996    |
| Saut en hauteur   | Plein air | 1,74 m            | Medellín | 10 mai 1996    |
| 400 m             | Plein air | 44 s 31 (NR)      | Séville  | 26 août 1999   |
| 400 m             | En salle  | 45 s 93 (NR)      | Athènes  | 9 février 2000 |
| 110 m haies       | Plein air | 15 s 73           | Medellín | 11 mai 1996    |
| Lancer du disque  | Plein air | 38,32 m           | Medellín | 11 mai 1996    |
| Saut à la perche  | Plein air | 4,40 m            | Medellín | 11 mai 1996    |
| Lancer du javelot | Plein air | 57,28 m           | Medellín | 11 mai 1996    |
| 1 500 m           | Plein air | 4 min 52 s 35     | Medellín | 11 mai 1996    |
| Décathlon         | Plein air | 7 614 points (NR) | Medellín | 11 mai 1996    |

## Sources
- (en) Cet article est partiellement ou en totalité issu de l’article de Wikipédia en anglais intitulé « Alejandro Cárdenas » (voir la liste des auteurs).
- Biographie sur L'Équipe